# 8935 Beccaria
8935 Beccaria (1997 AV13) là một tiểu hành tinh vành đai chính được phát hiện ngày 11 tháng 1 năm 1997 bởi P. Sicoli và M. Cavagna ở Sormano.